# Tin Pan Alley
Tin Pan Alley alatt az USA könnyűzenei életében a 19. századvég és a 20. század elején meghatározó zeneműkiadók és zeneszerzők egykori csoportját értik. A korábbi szlengkifejezés  eredetileg konkrét helyre vonatkozott, Manhattanben (New York) a nyugati 28. utcának az Ötödik és Hatodik sugárút közötti részére, és egyúttal az USA szórakoztatózene-iparára.

## Leírása
A 19. század végére a szórakoztatózene Boston, Philadelphia, Chicago és Cincinnati központú kiadóinak egy része New York akkori szórakoztatónegyedébe, a Broadway és a 28. utca közelébe telepedett. Ugyanakkor a vállalkozók egy része nem is a zene területéről került a Tin Pan Alley világába, más értékesítési háttérrel rendelkeztek, volt aki vízvezetékekben, vagy ruházati termékekben volt érdekelt. A Tin Pan Alley születése elég pontosan behatárolható, az 1885-ös évre, amikor több kiadó nyitotta meg üzletét itt. Az első zeneműkiadók a századforduló táján telepedtek részben külföldről, részben az USA más városaiból. A Remick kiadócég – melynél George Gershwin pályája elején song pluggerként dolgozott – pl. 1902-ben Detroitból költözött ide. A jazz és a szórakoztatózene terjesztésében a legnagyobb szerepet ezek, a Tin Pan Alleyre sereglett „zenekereskedő cégek” vitték, ahol  kiadók által közreadott dalokat szinte pusztán üzleti szempontból, „futószalagon” írták. Így születtek meg a szentimentális balladák, a szerelmi dalok, a ritmikus ragtime-ok vagy a vaudeville-zenék.
Elnevezése – Tin Pan Alley  – magyarul megközelítőleg „cintányér utcát” jelent,  ezt állítólag 1903-ban Monrose Rosenfeld újságíró használta először, az ezekben a zeneműkereskedésekben az elhangolódott, vagy eltérő hangolású zongorákból áramló nagy lármára, zenebonára utalva, ugyanakkor nem találtak tőle egyetlen cikket sem, ahol ezzel a kifejezéssel élt volna. Az Online Etymology Dictionary szerint (1882) a szleng kifejezés – tin pan – akkoriban lepukkant zongorát jelentett.

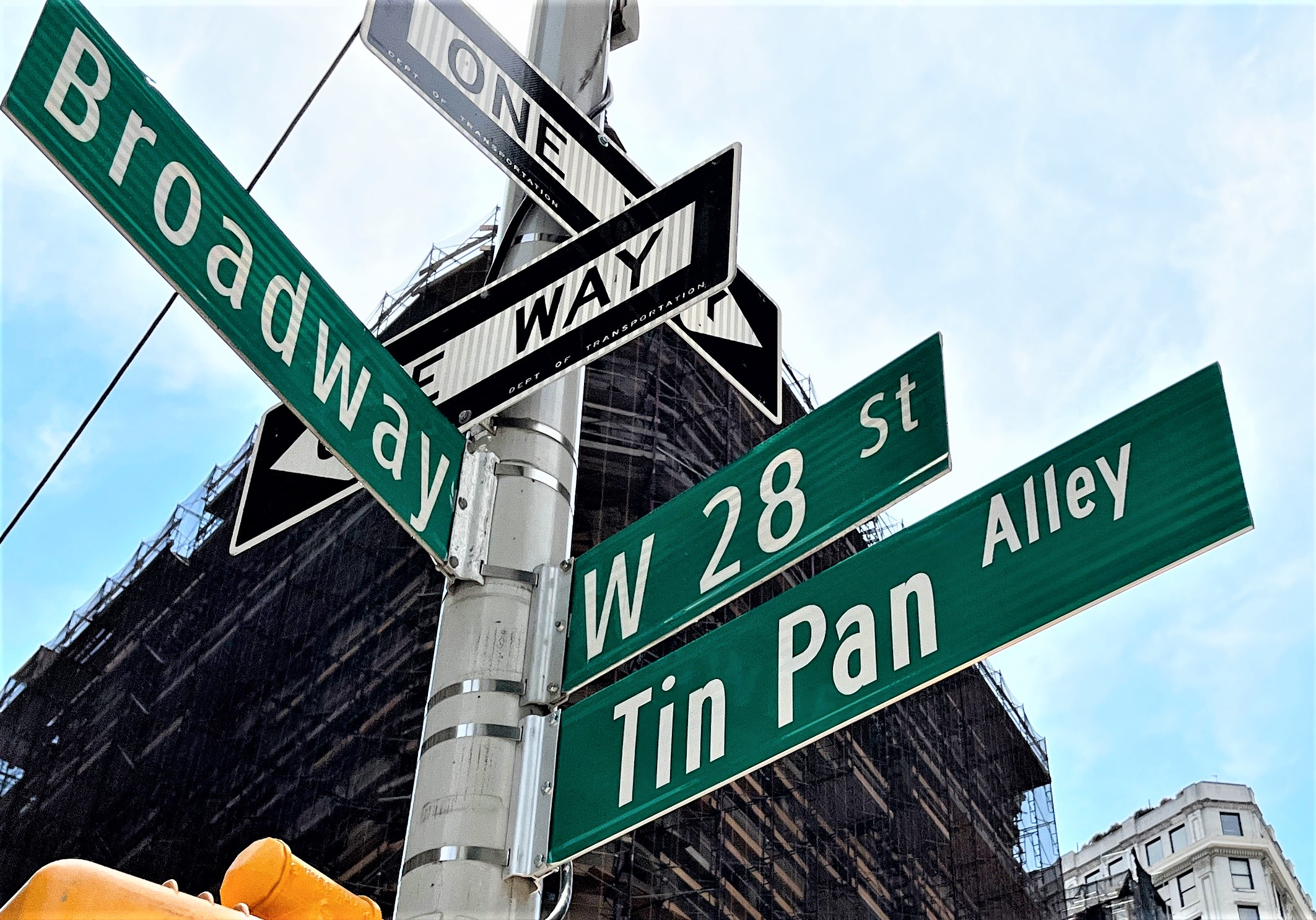
A Broadway és a 28. utca találkozásánál a Tin Pan Alleyt jelző tábla 2022-ben

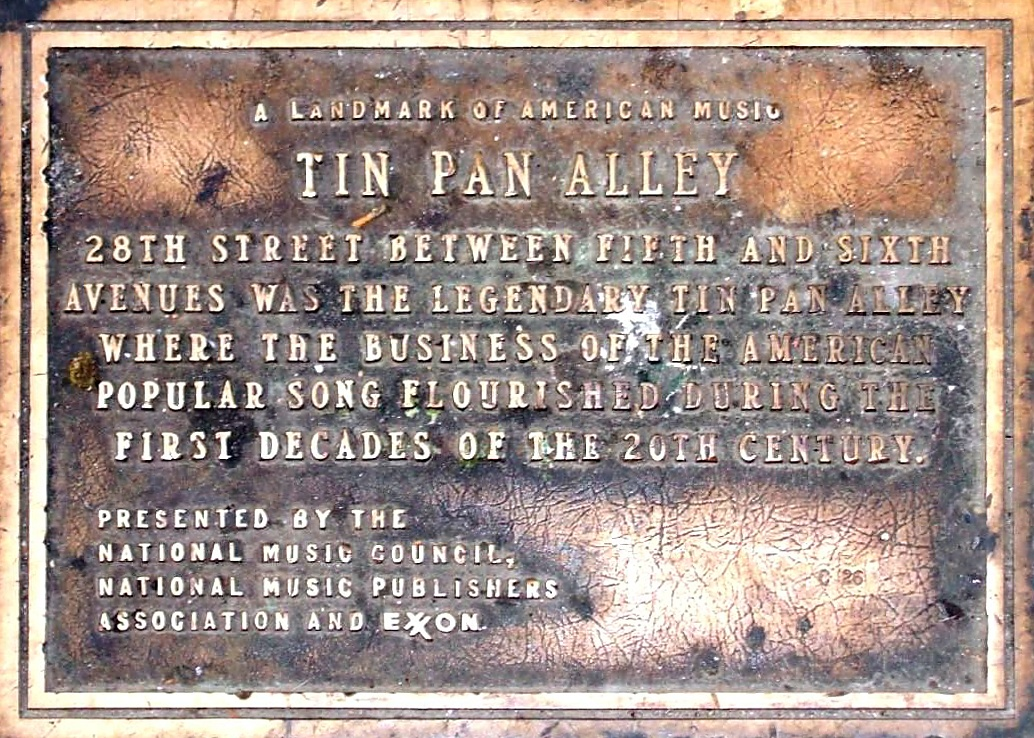
Tin Pan Alley plakett a 28. utcán Manhattanben

A zeneműkiadók a kiadó és a fogyasztó közötti ügynököket alkalmaztak a zeneművek népszerűsítésére, úgynevezett song pluggert. A song plugger afféle sláger-maneken volt, aki a vevők rendelkezésére ott helyben, az erre a célra létesített kis fülkében lezongorázta és előénekelte a kívánt számot. Ezektől a pluggerektől függött, hogy a dalból sláger lesz-e vagy sem. Elsősorban saját cégük műveit kellett népszerűsíteniük, fő feladatuk volt, hogy az „áruból” minél többet és többfelé eladjanak, hiszen egy új sláger igen sokat jövedelmezett – a kiadónak. A pluggereket külső helyszínekre is szerződtették, színházba, vendéglőbe, iskolába, kabaréelőadásokra kellett járniuk, ahol például ártatlan látogató képében a nagyközönség körében kezdték el énekelni saját cégük dalait.
A 19., 20. század fordulóján a szerzői jogvédelem az USA-ban még nem volt olyan erős, így a Tin Pan Alley kiadói gyakran, hogy a sikert biztosítsák, már népszerű szerzők, társszerzők neveivel jelentették meg a még nem befutott szerző művének kottáját. A zenészek nagyon nagy számban a kelet-európai zsidó bevándorlókból kerültek ki, egyik legsikeresebb közülük Irving Berlin volt.
A Tin Pan Alley hanyatlásának ideje pontosan nem meghatározható, van aki az 1930-as évek nagy gazdasági világválságára teszi, amikor a fonográf, a rádió és a mozi elterjedése aláásta a nyomtatott zene világát, mások szerint Tin Pan Alley egészen az 1950-es évekig meghatározó volt, majd a régebbi stílusokat felváltó rock and roll megjelenésével a zeneipar cégei a 49. utcában álló Brill Building környékére húzódtak.
Városvédők csoportjának köszönhetően 2022. április 2-án a 28. utcának a Broadway és a Hatodik sugárút közötti része hivatalosan is “Tin Pan Alley” nevet kapta, emléktáblát is helyeztek el ugyanitt.

## Zeneszerzők és dalszövegírók
- Milton Ager
- Irving Berlin
- George Gershwin
- Ira Gershwin
- Scott Joplin
- Jerome Kern
- Cole Porter
- Richard Rodgers
- Fats Waller

## További információ
- Bloom, Ken. The American Songbook: The Singers, the Songwriters, and the Songs. New York: Black Dog and Leventhal, 2005. ISBN 1-57912-448-8 OCLC 62411478
- Charlton, Katherine (2011). Rock music style: a history. New York: McGraw Hill.
- Forte, Allen. Listening to Classic American Popular Songs. New Haven: Yale University Press, 2001.
- Furia, Philip. The Poets of Tin Pan Alley: A History of America's Great Lyricists (1990). ISBN 0-19-507473-4.
- The American's Songs: The Stories Behind the Songs of Broadway, Hollywood, and Tin Pan Alley (2006). ISBN 0-415-99052-1.
- Goldberg, Isaac. Tin Pan Alley, A Chronicle of American Music. New York: Frederick Ungar, [1930], 1961.
- Hajduk, John C. "Tin Pan Alley on the March: Popular Music, World War II, and the Quest for a Great War Song." Popular Music and Society 26.4 (2003): 497–512.
- Hamm, Charles. Music in the New World. New York: Norton, 1983. ISBN 0-393-95193-6
- Jasen, David A. Tin Pan Alley: The Composers, the Songs, the Performers and Their Times. New York: Donald I. Fine, Primus, 1988. ISBN 1-55611-099-5 OCLC 18135644
- Jasen, David A., and Gene Jones. Spreadin’ Rhythm Around: Black Popular Songwriters, 1880–1930. New York: Schirmer Books, 1998.
- Jones, John Bush. Reinventing Dixie: Tin Pan Alley's Songs and the Creation of the Mythic South. Louisiana State University Press (2015. augusztus 15.). ISBN 9780807159446. OCLC 894313622
- Marks, Edward B., as told to Abbott J. Liebling. They All Sang: From Tony Pastor to Rudy Vallée. New York: Viking Press, 1934.
- Morath, Max. The NPR Curious Listener’s Guide to Popular Standards. New York: Penguin Putnam, Berkley Publishing, a Perigree Book, 2002. ISBN 0399527443
- Napier-Bell, Simon. Ta-ra-ra-Boom-de-ay: The Beginning of the Music Business (2014). ISBN 978-1-78352-031-2
- Sanjek, Russell. American Popular Music and Its Business: The First Four Hundred Years, Volume III, From 1900 to 1984. New York: Oxford University Press, 1988.
- Sanjek, Russell. From Print to Plastic: Publishing and Promoting America’s Popular Music, 1900–1980. I.S.A.M. Monographs: Number 20. Brooklyn: Institute for Studies in American Music, Conservatory of Music, Brooklyn College, City University of New York, 1983.
- Smith, Kathleen E. R. God Bless America: Tin Pan Alley Goes to War. Lexington, Ky: University Press of Kentucky, 2003. ISBN 0-8131-2256-2 OCLC 50868277
- Tawa, Nicholas E. The Way to Tin Pan Alley: American Popular Song, 1866–1910. New York: Schirmer Books, 1990. ISBN 0028725417
- Whitcomb, Ian After the Ball: Pop Music from Rag to Rock. New York: Proscenium Publishers, 1986, reprint of Penguin Press, 1972. ISBN 0-671-21468-3 OCLC 628022
- Wilder, Alec. American Popular Song: The Great Innovators, 1900–1950. London: Oxford University Press, 1972.
- Zinsser, William. Easy to Remember: The Great American Songwriters and Their Songs. Jaffrey, NH: David R. Godine, 2000. ISBN 1-56792-147-7 OCLC 45080154